# Börje Jeppsson
Börje Hilbert Jeppsson, född 14 februari 1929 i Högseröd, Eslövs kommun, död 19 februari 2013 i Lund, var en svensk tyngdlyftare. Han tävlade för Lunds TK. Hans kusin, Ingvar Asp, tävlade i tyngdlyftning vid olympiska sommarspelen 1964 i Tokyo.
Jeppsson började träna i Lunds tyngdlyftningsklubb som 17-åring 1946 och blev mästare vid junior-SM 1952. Därefter tog han tre raka SM-guld i 90-kilosklassen (1952–1954) och blev även under 1953 och 1954 nordisk mästare.
Jeppsson tävlade för Sverige vid olympiska sommarspelen 1952 i Helsingfors, där han slutade på 11:e plats i mellantungvikt.